# Candelabrum spinulosum
Candelabrum spinulosum är en svampart som beskrevs av Beverw. 1951. Candelabrum spinulosum ingår i släktet Candelabrum, divisionen sporsäcksvampar och riket svampar.   Inga underarter finns listade i Catalogue of Life.